# Enzima alostérica
Las enzimas alostéricas (del griego allos, 'otro' y stereos, 'espacio'), también llamadas reguladoras, son un tipo de enzimas con la capacidad de cambiar de conformación al unirse un efector o modulador alostérico, que muchas veces corresponde al producto final de una vía metabólica en la que la enzima está implicada. Este cambio estructural altera (mediante inhibición o inducción) la afinidad de la enzima por el sustrato que cataliza, siendo así un método de regulación de la actividad enzimática.  
Un concepto clave en el término “alosterismo” o “alostería” es la alteración que la unión de una molécula (el efector) en un punto del enzima provoca en otro punto distinto, el lugar de unión del enzima al sustrato. 
La alostería juega un papel crucial en muchos procesos biológicos fundamentales, entre los que se incluyen la señalización celular y la regulación del metabolismo. 

## Estructura

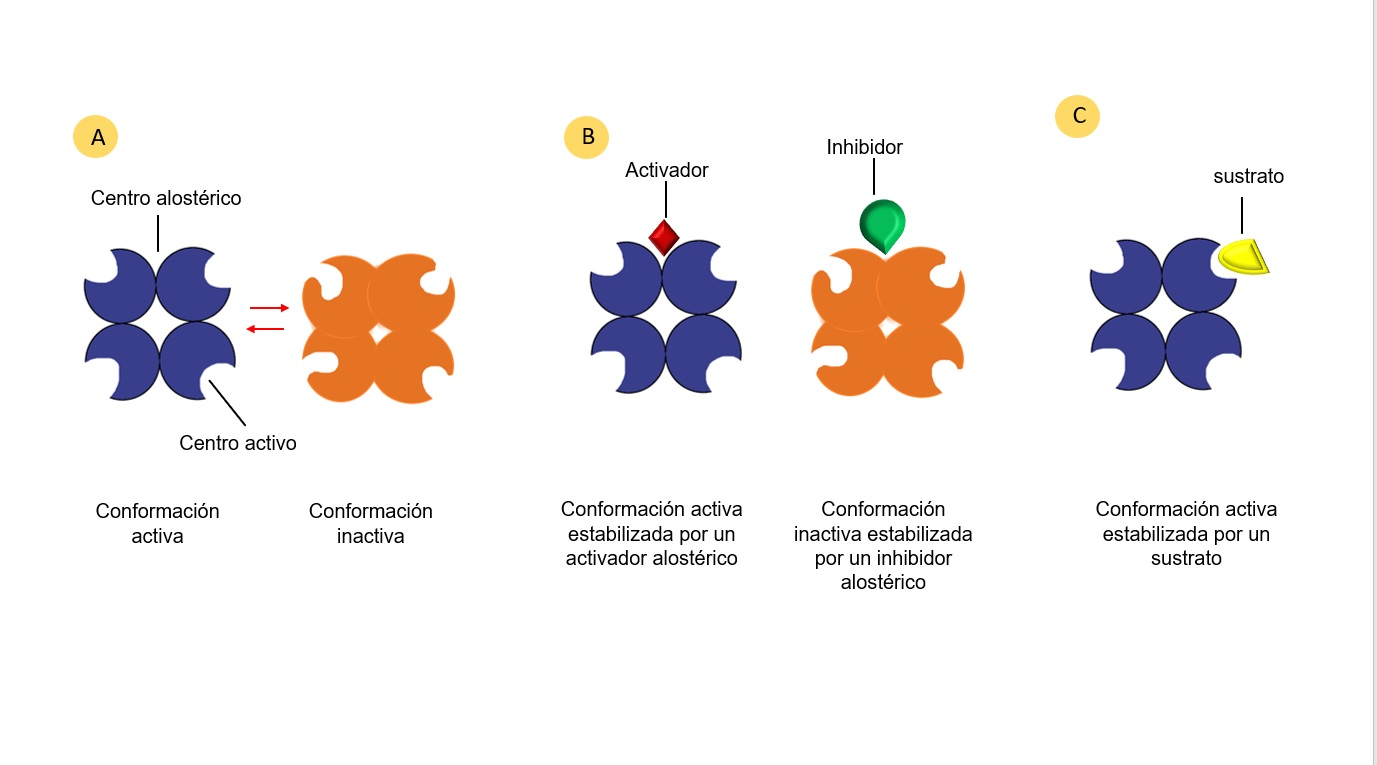
(A) Conformaciones R y T. (B) Regulación por heteroalosterismo. (C) Regulación por homoalosterismo.

Las enzimas alostéricas suelen estar constituidas por una o más subunidades formadas por cadenas polipeptídicas, por lo que generalmente son proteínas con una estructura cuaternaria. 
La regulación de la actividad de este tipo de catalizadores puede subdividirse en homoalosterismo y heteroalosterismo, en los cuales la estructura de la enzima es fundamental. 
Las enzimas convencionales constan del llamado centro activo, una zona determinada a la cual se acopla el sustrato cuya transformación en producto catalizarán. Este centro activo está formado por dos tipos de aminoácidos: los aminoácidos de fijación, que establecen enlaces débiles con el sustrato para sujetarlo, y los catalíticos, que se unen al sustrato de forma covalente, con lo que debilitan su estructura molecular, favoreciendo así su transformación en producto. Al tener diversas subunidades, las enzimas alostéricas poseen múltiples centros activos, lo que posibilita la unión cooperativa del sustrato u homoalosterismo. En el homoalosterismo, cuando el sustrato se une a uno de los centros activos de una enzima alostérica, induce el cambio de conformación del resto de subunidades, de forma que pasan a estado activo y la efectividad de la enzima aumenta, siguiendo lo que se denomina cinética sigmoidea. Aquellas que constan de una única subunidad no presentan este efecto cooperativo y su cinética es la de una enzima convencional. Esta regulación es una forma de control a nivel de sustrato, en la que también intervendría el alosterismo por implicar un cambio estructural en la molécula. 
Además del centro activo, estos catalizadores también tienen un centro alostérico, al que se une un efector (inhibidor o activador), que cambia la conformación del centro activo del enzima, alterando así su capacidad de unión al sustrato. A esta regulación de la actividad mediante una molécula diferente al sustrato se le llama heteroalosterismo, y es el rasgo distintivo de estas enzimas. Este tipo de control presenta la ventaja de regular la conformación de los catalizadores con moléculas muy diferentes a los sustratos o productos inmediatos de la enzima. Pese a la aparente simplicidad de este modelo, diversos estudios han revelado la complejidad de la regulación alostérica, en la que puede no intervenir un único efector, sino verse condicionada por factores del medio como la presencia de determinados iones.
Una de las enzimas utilizadas habitualmente para ejemplificar la regulación alostérica es la aspartato carbamoiltransferasa o ATCasa, que se halla en la bacteria Escherichia coli y cataliza el primer paso en la síntesis de pirimidinas. Está compuesta por doce cadenas peptídicas, que contienen seis centros de activación y seis centros alostéricos.
Para explicar el comportamiento de estas enzimas se han propuesto dos modelos. 
El modelo concertado (también llamado simétrico o modelo de Monod-Wyman-Changeux) postula dos estados, el relajado (R) y el tenso (T), entre los cuales existe un equilibrio en ausencia de efectores. Estos estados corresponden a la conformación activa e inactiva del catalizador respectivamente. Mientras que la unión de un activador desplaza este equilibro hacia la configuración R, la de inhibidores lo hace hacia la T. Según el modelo concertado, la unión de un modulador positivo a una de las subunidades induce el cambio de conformación de las subunidades subsiguientes a la forma activa del enzima (cooperatividad positiva). De esta manera, una enzima no puede tener diversas subunidades con diferentes estados una vez se ha acoplado a un modulador, ya que los cambios de conformación son simultáneos (de ahí el término “concertado”). 
Este modelo, sin embargo, no explica la cooperatividad negativa, en la que la unión de un efector que promueve la forma R de una de las subunidades del enzima reduce la afinidad de las contiguas por moduladores similares. Además, tampoco explica las conformaciones híbridas. El segundo modelo, propuesto por Daniel Koshland, llamado modelo secuencial, permite diferentes estados en las subunidades de un mismo enzima, pero exige un encaje inducido, en el que en ausencia de efector la enzima existe en un único estado, y en otro en su presencia.
Estos dos modelos, sin embargo, no pueden explicar por sí mismos el comportamiento de todas las enzimas alostéricas, y varios casos de regulación alostérica presentan características de ambos y un comportamiento más complejo (como es el caso de la proteína hemoglobina que, pese a no ser una enzima, también sigue una regulación alostérica).

## Regulación actividad enzimática
Podemos entender el funcionamiento de una enzima como una cadena de montaje en la cual diferentes enzimas trabajan para poder crear un producto a partir de la materia prima, el sustrato. El correcto funcionamiento, al igual que una buena regulación y coordinación de la actividad de estas enzimas es vital para el buen funcionamiento del metabolismo celular. Si las enzimas no estuviesen reguladas, unas trabajarían a mayor rendimiento que otras, pudiendo agotar la materia prima antes de lo necesario y dejando sin sustrato a otras enzimas. Es por ello importante poder regular y coordinar su actividad según las necesidades de la célula: si esta requiere más producto, crearlo cuando sea necesario; si no hay suficiente sustrato, reducir la actividad para no agotar la disponibilidad de este.

### Control a nivel de sustrato
Este método de regulación enzimática se basa en la interacción entre el producto y el sustrato de la reacción catalizada, que sigue a su vez la ley de acción de masas. Si hay mucha presencia de sustrato, la velocidad con la que se hará la reacción a producto será mayor que si no hubiese tanta cantidad de sustrato. No obstante, el producto creado (si está presente en grandes cantidades) puede también unirse a la enzima para inhibir la creación de más producto a partir de sustrato. Podemos ver entonces que el producto también sirve de inhibidor enzimático si este está en grandes cantidades. 
Un ejemplo de este método de regulación es la enzima hexoquinasa, que cataliza la reacción de glucosa y ATP a glucosa-6-fosfato. El producto de esta reacción (G6P) puede inhibir a la hexoquinasa uniéndose al lugar activo de la enzima y ralentizando la producción de producto a partir de glucosa. 

### Control por retroacción
Las rutas metabólicas constan de diferentes pasos. Esto significa que el producto de una reacción puede ser usado como sustrato de otra reacción. Así pues, si uno de los pasos se ralentiza o se detiene, puede conllevar a la acumulación de uno de esos productos, pues este no se estará usando como sustrato en otra reacción. En el caso del control por retroacción: si un producto de la cadena se está acumulando por no ser usado, se envía una señal al inicio de la producción, es decir, a los primeros pasos de la “cadena de montaje” para que descienda la velocidad de reacción. De esta manera podemos evitar que se utilice un exceso de sustrato y que no se acumule más producto.
Otro caso más complejo es cuando una enzima se encarga de dos “cadenas de trabajo”, es decir, se encarga de dos reacciones a la vez. En estos casos conviene mantener en equilibrio el producto de la reacción A y el de la reacción B. Para poder controlar un exceso de producto en alguna de las dos reacciones, conviene regular la actividad de la enzima en sus primeros pasos. Si inhibiésemos la producción de una sola reacción, esta quedaría en desequilibrio con la otra, favoreciendo la creación de más producto en una que en otra. Sin embargo, si regulamos desde los primeros pasos, estaremos ralentizando el proceso de reacción en ambas cadenas, estableciendo un control en ambas reacciones y manteniendo así el equilibrio.

### Enzimas alostéricas
La regulación alostérica consiste en que una molécula reguladora, que puede ser un activador o un inhibidor, se une a una enzima en un lugar diferente al sitio activo, modificando así el sitio activo de la enzima e impidiendo o permitiendo la unión del sustrato. Las enzimas alostéricas constan de diferentes sitios activos a los que unirse, repartidos por las diversas subunidades de la enzima alostérica. Cuando un inhibidor alostérico se une a una de las enzimas, cambian los diferentes sitios activos de las subunidades, haciendo a la enzima menos eficiente.

## Efecto cooperativo
El efecto cooperativo tiene lugar en enzimas formadas por varias unidades, como es el caso de la mayoría de enzimas alostéricas. Consiste en que la unión de un ligando a la enzima afecta a la unión de otras moléculas. Este efecto puede suceder de dos maneras diferentes:
- Efecto cooperativo homotrópico: consiste en la ocupación de un sitio de unión (centro activo) por un ligando, en el caso de las enzimas el sustrato, y que se modifique la afinidad de unión del mismo ligando en otro sitio de unión también
- Efecto cooperativo heterotrópico: consiste en que un ligando (el modulador alostérico) se une y modifica la afinidad para ligandos diferentes

Estos efectos no tienen por qué ser negativos: si la unión de una molécula de sustrato facilita la unión de otra molécula de sustrato mediante su modificación, esta será una cooperatividad positiva. Y a la inversa, si la unión de una molécula de sustrato dificulta la unión de otra molécula de sustrato (pues la modificación realizada reduce la afinidad) hablaremos de cooperatividad negativa. 
Se conocen diferentes situaciones en las que aparece el fenómeno de cooperatividad:
- Interacción secuencial: consiste en un cambio progresivo de los sitios de unión disponibles a medida que se unen los ligandos. Esto implica que en una misma molécula puede haber sitios con diferente afinidad. Así pues, pueden existir diferentes estados en una misma enzima:  que no haya afinidad para otros sustratos, que haya un sitio con afinidad pero otro sin ella, y que ambos sitios tengan afinidad.
- Interacción de simetría: este modelo expone que existe una mezcla en equilibrio con una molécula de alta afinidad y otra de baja afinidad.

## Propiedades cinéticas

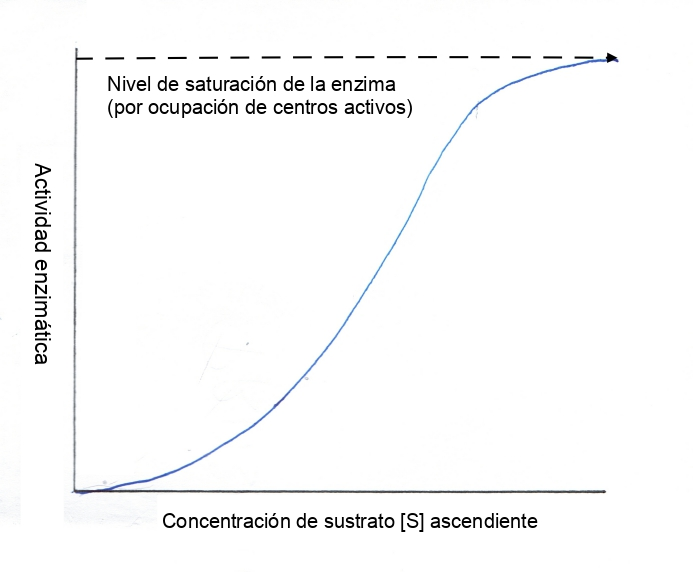
Gráfica sigmoidea de la actividad enzimática según la concentración de sustrato [S].

Las propiedades cinéticas de las enzimas alostéricas no siguen el modelo de cinética de Michaelis-Menten debido a que estas se componen de diferentes subunidades. Las curvas de sustrato frente a producto que muestran son curvas sigmoideas, mientras que una enzima normal presenta curvas hiperbólicas. La explicación a esta representación es que una enzima que tiene una unión de tipo cooperativo no es eficiente ante la unión del sustrato si este está a concentraciones bajas, limitando así la producción de producto, pues el complejo Sustrato – Enzima no ha reaccionado bien. No obstante, si el sustrato se presenta en concentraciones altas (podemos establecer un punto mínimo para considerar “concentración alta”) y hay más cantidad de sustrato unido, la enzima mejora su rendimiento y es entonces cuando “busca” la unión de más sustrato a los sitios que le quedan disponibles para la unión. 

## Ventajas terapéuticas de las enzimas alostéricas
El descubrimiento del comportamiento alostérico de enzimas implicadas en la coagulación de la sangre, digestión, fibrinolisis, desarrollo, fertilización, apoptosis e inmunidad es actualmente una línea de investigación con finalidades terapéuticas, por la utilidad del control de la conformación activa o inactiva de la molécula mediante efectores dirigidos al centro alostérico y no al centro activo, aumentando con ello la especificidad de la unión y evitando la alteración no deseada de otras enzimas. También se han estudiado estas enzimas por su importancia en la regulación de la glucemia, el cáncer, el Alzhéimer o la esquizofrenia. En todos los casos la regulación enzimática alostérica parece ser clave a la hora de tratar estas enfermedades. Asimismo, las enzimas no son las únicas proteínas que presentan alosterismo. Una mejor comprensión de los mecanismos de regulación alostérica podría aplicarse a múltiples proteínas, especialmente proteínas de membrana.